# Teladoc Health
 (août 2020).
Teladoc Health est une entreprise américaine spécialisée dans la télémédecine.

## Histoire
En août 2020, Teladoc annonce l'acquisition de Livongo Health, une entreprise américaine de télémédecine spécialisée dans les maladies chroniques, pour 18,5 milliards de dollars.